# Királydaróc község
Királydaróc község (románul: Comuna Craidorolț) község Szatmár megyében, Romániában. Központja Királydaróc, beosztott falvai Krasznacégény, Kőröstelep, Érkisfalu, Érszentkirály.

## Népessége
A 2011-es népszámlálás adatai alapján a község népessége 2215 fő volt.